# Mesocanthus albus
Mesocanthus albus är en mångfotingart som beskrevs av Frederik Vilhelm August Meinert 1870. Mesocanthus albus ingår i släktet Mesocanthus och familjen trädgårdsjordkrypare.

## Underarter
Arten delas in i följande underarter:
- M. a. albus
- M. a. minutus